# Evangelische Kirche Kandern

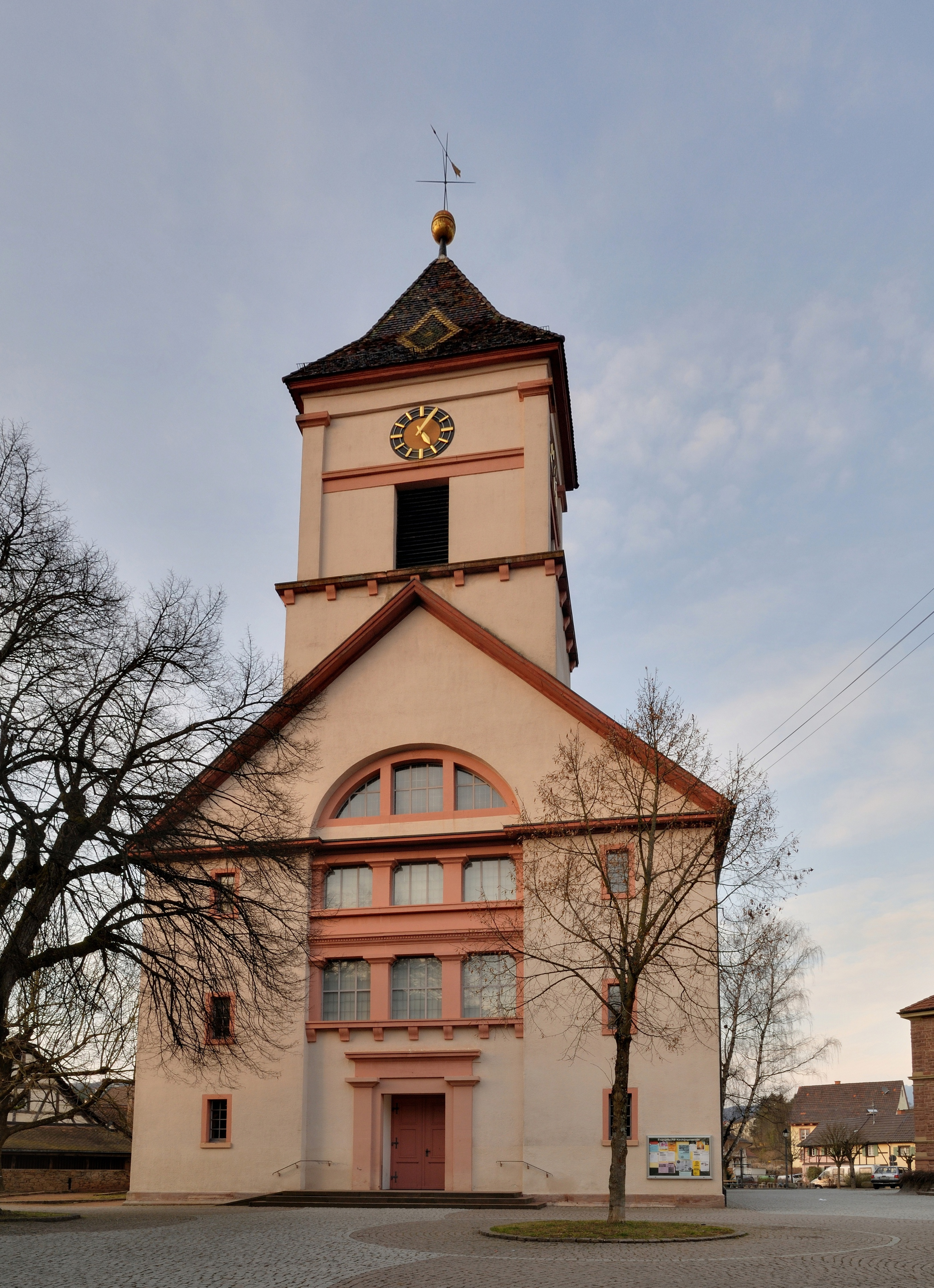
Evangelische Kirche Kandern

Die Evangelische Kirche Kandern ist eine klassizistische Emporenhalle und wurde in den Jahren 1825 bis 1827 erbaut. Ein Vorgängerbau des Gotteshauses im südbadischen Kandern ist bis ins 9. Jahrhundert nachgewiesen und zählt damit zu den ältesten Kirchen des Markgräflerlandes.

## Geschichte

### Vorgeschichte
Im Jahr 1083 schenkte der Basler Bischof Burkhart die Kirchen in Lörrach, Hauingen und Kandern dem Kloster St. Alban. Neben diesem urkundlichen Beleg für die Kirche in Kandern („ecclesia de Candro“) existieren weitere Erwähnungen aus dem Jahr 1102 bis 1196. Der romanische Eingangsbogen der heutigen Friedhofskapelle könnte sogar von einem älteren Kirchenbau gestammt haben. Die Tatsache, dass die Kirche auf das Patrozinium des Heiligen Clemens geweiht wurde – von den merowingischen Franken oft gewählt – spricht dafür, dass sie zu den ältesten des Markgräflerlandes gehört.
Das Bauwerk, das bis ins Jahr 1825 genutzt wurde, stammt sehr wahrscheinlich aus dem 14. Jahrhundert. Die Chorkirche mit Turm besaß ein über ein Satteldach gedecktes Langhaus. Neben dem Hauptpatron Clemens sind der heilige Wolfgang sowie die heilige Katharina in den Berainen um 1600 genannt.
1625 ergänzte man eine Empore und fügte 1729 einen Anbau an die Kirche, der später als Kirchenkapelle diente.
Der schlechte Zustand des Bauwerks wird 1791 in einem Bericht des Pfarrers wie folgt beschrieben: „Die Kirche ist schlecht und klein und auf keine Art ihr zu helfen, als daß sie neu gebaut werde.“ Unstimmigkeiten zur Übernahme der Baukosten für einen Neubau zogen die Verhandlungen ebenso in die Länge wie die Frage, ob der alte Turm erhalten bleiben soll. Einen ersten Plan erstellte der Bezirksbaumeister Friedrich Weinbrenner. Nachdem sich die Gemeinde für einen völligen Neubau entschied, fertigte Christoph Arnold die Pläne an, der auch die Fridolinskirche in Stetten einige Jahre zuvor entworfen hatte. Die Glocken der alten Kirche läuteten am 29. April 1825 zum letzten Mal. Sie wurden provisorisch in einem Notturm aus zwei Tannenstämmen am Marktbrunnen aufgestellt.

### Heutige Kirche
Der Grundstein für die neue Kirche wurde am 29. Juni 1825 gelegt. Nach zweijähriger Bauzeit konnte der vom Architekten Paul Bayer geleitete Bau am 26. August 1827 eingeweiht werden.
In den Jahren 1975 bis 1978 fanden umfangreiche Restaurierungsarbeiten statt. Bei dieser Gelegenheit wurde auch der Altar durch einen moderneren ersetzt.

## Beschreibung

### Kirchenbau

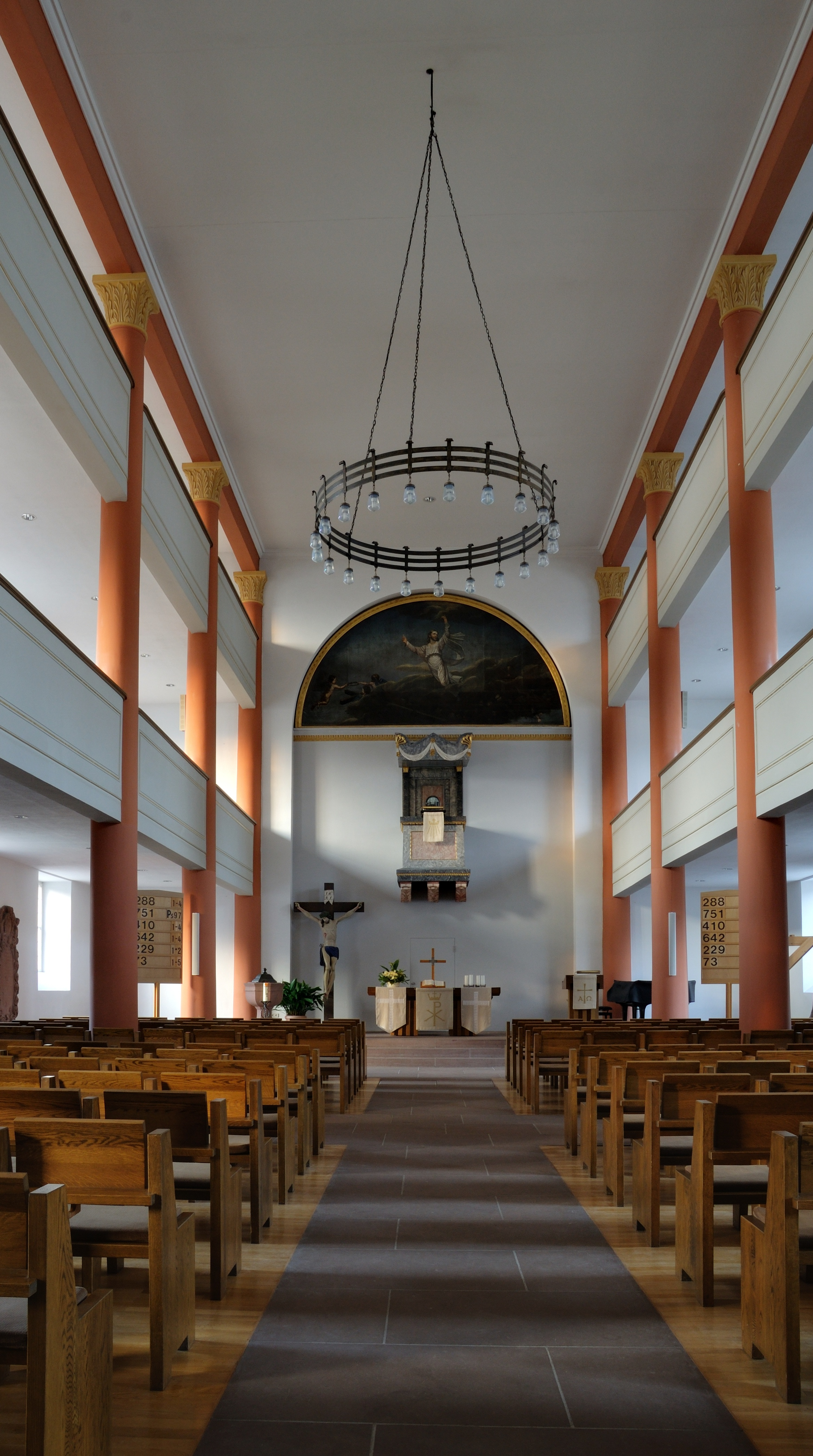
Langhaus von innen in Richtung Altar

Die evangelische Kirche von Kandern steht zentral im Ort, etwas nördlich vom Marktplatz.
Über der Eingangsfassade des rechteckigen Langhauses ragt ein rechteckiger Glockenturm aus dem Satteldach empor. Die längere Seite des Turms verläuft parallel zur Eingangsfassade. Er weist zu jeder der vier Seiten ein Zifferblatt der Turmuhr auf und hat rechteckige, längliche Schallarkaden. Der Turm wird von einem Pyramidendach abgeschlossen, dessen Ziegeln mit rautenförmiger Ornamentik geschmückt sind. Die Spitze bildet eine Turmkugel und eine Wetterfahne.
Das Langhaus hat zu beiden Längsseiten hin im Erdgeschoss je vier rechteckige Fenster und einen Seiteneingang, je fünf Fenster im ersten sowie fünf halbkreisförmig abschließende Fenster im zweiten Emporengeschoss.

### Inneres und Ausstattung
Dominiert wird der helle und schlichte Innenraum von den beidseitig verlaufenden Doppelemporen, die mit gelben Kapitellen geschmückt sind und von blasrosafarbenen Rundsäulen getragen werden. Der neue Altar des Künstlers G. Mall ersetzte in den 1970er Jahren den alten von Jodok Friedrich Wilhelm. Von Wilhelm stammt die über dem Altar an der Rückwand angebrachte Kanzel. Das Himmelfahrtsbild über der Kanzel fertigte Benedikt Heckel an.

### Glocken und Orgeln
Das vierstimmige Geläut setzt sich wie folgt zusammen:
| Name           | Schlagton | Gussjahr | Gießer                      |
| Totenglocke    | f′        | 1558     | Bartlome Priesinger, Lindau |
| Stadtglocke    | b′        | 2011     | Bachert, Karlsruhe          |
| Friedensglocke | as′       | 2011     | Bachert, Karlsruhe          |
| Taufglocke     | c′′       | 2008     | Bachert, Karlsruhe          |

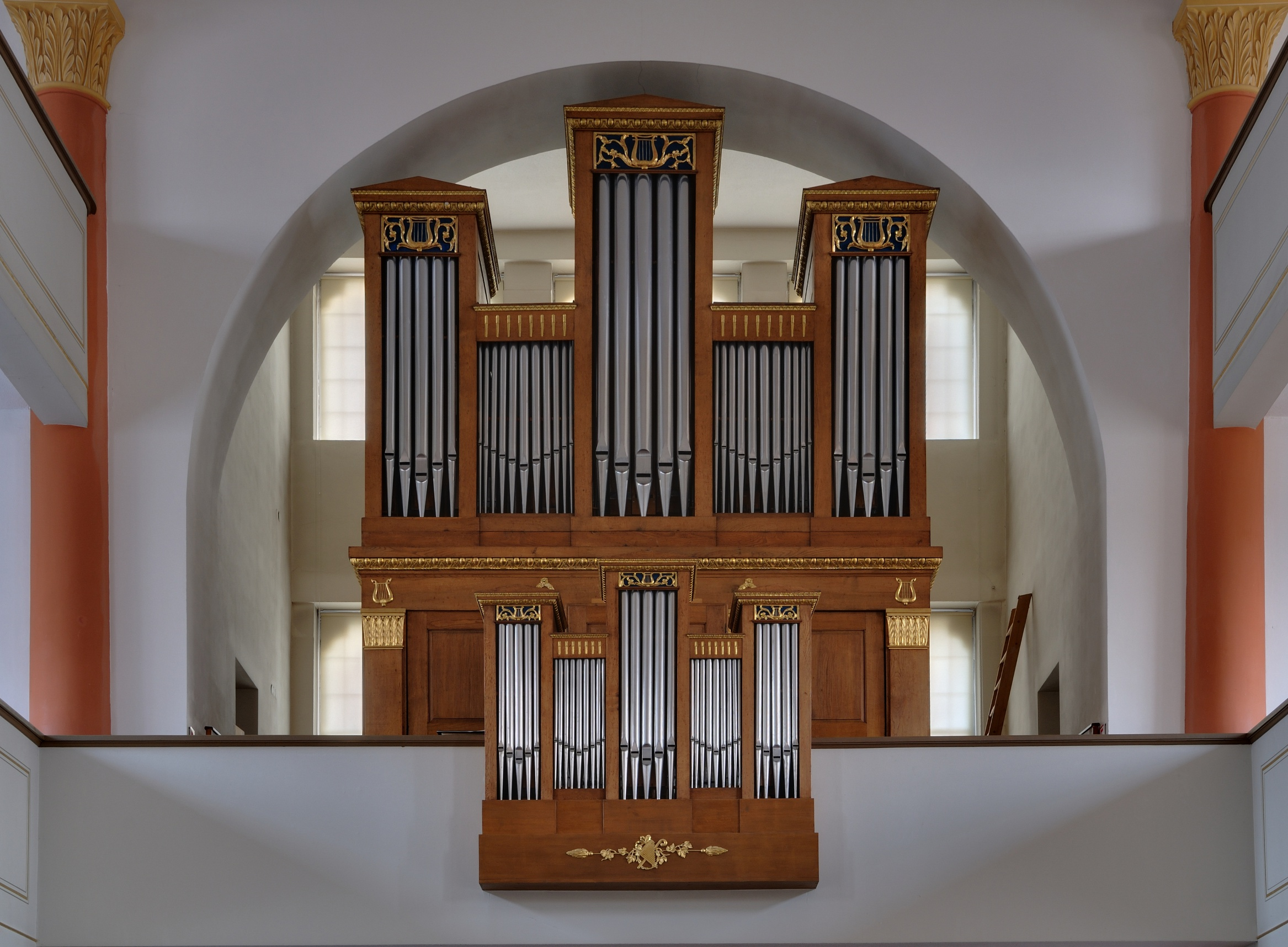
Orgel

Die Orgel des Vorgängerbaus wurde im Jahr 1728 durch einen unbekannten Meister erbaut. Nach mehreren Reparaturen stellte man sie 1826 in der Friedhofskapelle auf, bevor man sie 1827 an die Tüllinger Otillienkirche versteigerte.
Die heutige Orgel stammt von Franz Joseph Merklin aus Oberhausen (Breisgau) und wurde in den Jahren 1825 bis 1827 erbaut. Sie gilt als das einzige und späteste Instrument in Baden mit einem Rückpositiv, welches noch mit der Originaltraktur gespielt wird. Mit zwei Manualen, Pedal und 22 klingenden Registern ist die Kanderner Orgel das größte erhaltene Werk von Franz Joseph Merklin. Das Werk wurde 1978 und 2006 renoviert.
Die Orgel der Kanderner Kirche hat folgende Disposition:
| I Hauptwerk C-f3 |             |
| Gedact           | 8′          |
| Principal        | 4′ Prospekt |
| Flöte            | 4′          |
| Superoctave      | 2′          |
| Mixtur (3-fach)  | 2′          |
| Cromhorn         | 8′          |

| II Hauptwerk C-f3 |             |
| Bordun            | 16′         |
| Principal         | 8′ Prospekt |
| Gedact            | 8′          |
| Flautraverse      | 8′          |
| Violadigamba      | 8′          |
| Sollicional       | 2 ⁄3′       |
| Octave            | 4′          |
| Quinta            | 3′          |
| Superoctave       | 2′          |
| Cornett (5-fach)  |             |
| Mixtur (4-fach)   | 2′          |
| Trompette B       | 8′          |
| Trompette D       | 8′          |

| Pedal C-f1   |     |
| Subbass      | 16′ |
| Octavbass    | 8′  |
| Praestant    | 4′  |
| Posaunenbass | 8′  |

### Epitaphe

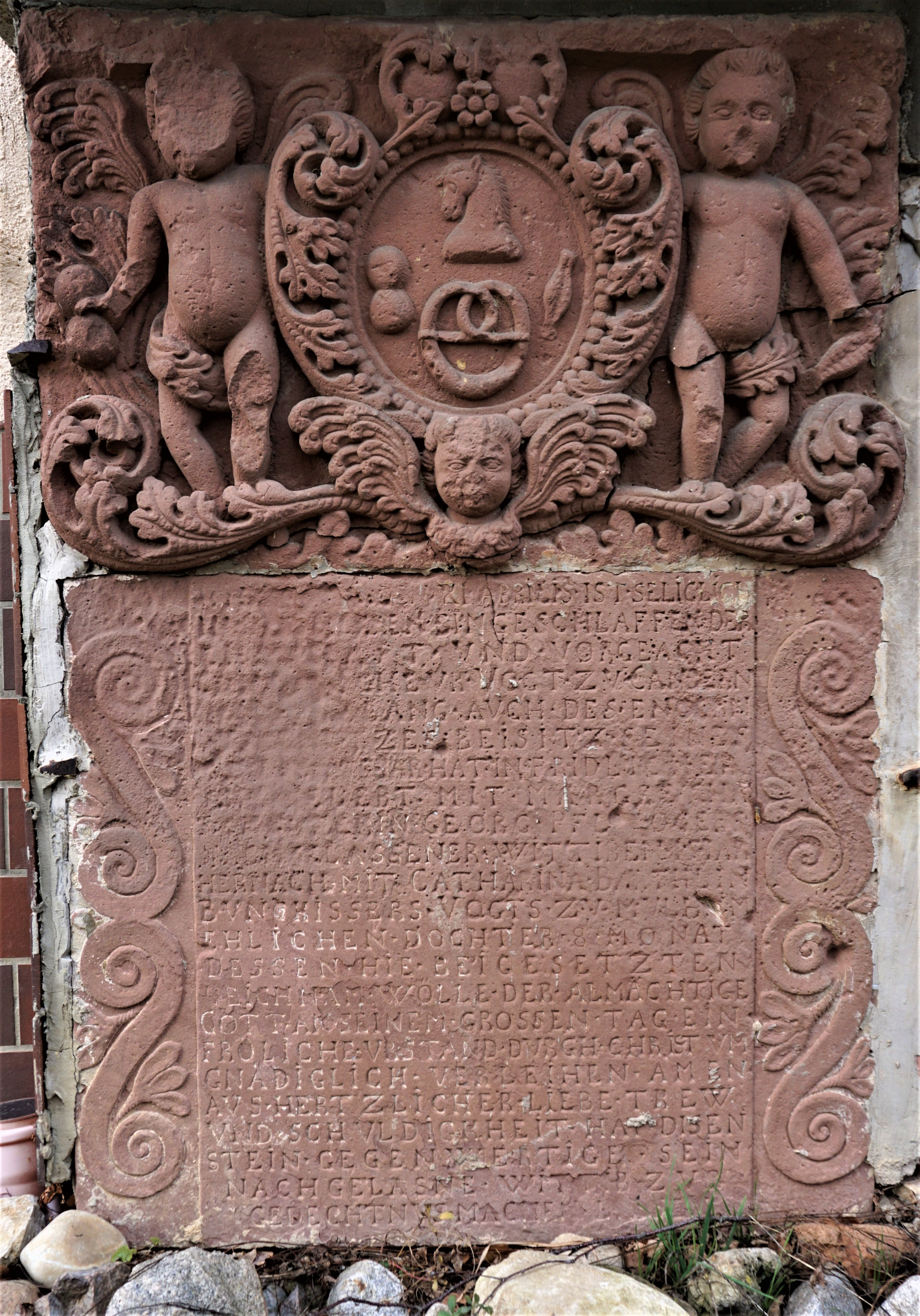
Scheuer-Epitaph an Friedhofsmauer

Im Inneren der Kirche befinden sich insgesamt 14 Epitaphe.
Links vom Eingang in Richtung des Altars erinnern sie an der Westfassade an folgende Personen:
Pfarrer Georg Reiss († 24. November 1679), Studiosus und Sohn von Georg Reiss, Johann Reiss († 27. März 1654), Wilhelm Roßkopf, Vogt († 21. März 1628), Otilia Roßkopf, geb. Schimbe († 19. Dezember 1620) und ihr Ehemann Friedlin Roßkopf († 27. Dezember 1620), vermutlich Bartholomäus Seufert, Vogt und sechs Jahre württembergischer Hof- und Feldtrompeter († 10. Januar 1747), Wilhelm Roßkopf, Waisenrichter († 30. August 1721) und Ehefrau Barbara Roßkopf, geb. Geismaierin († 12. Februar 1731), Chirurg und Stabhalter Georg Sutor († 1727).
An der Ostseite stehen vom Altar zum Eingang hin folgende Namen:
Pfarrer Johann Georg Ziegler († 5. Juni 1729), Magdalena Scheyer, geb. Koger († 29. Juli 1679), Frevelschreiber Mathias Sieferlin († 25. September 1656) und Ehefrau Margarethe Sieferlin, geb. Scheyer († 18. Januar 1658), Friedrich Kammüller, Mitglied des Gerichts († 12. März 1681) und Ehefrau Anna Kammüller, geb. Stichin († 6. Februar 1681), Maria Jakobe Rothberg, geb. Stürtzler († 16. November 1646) sowie Hans Diebold Roßkopf, Vogt († 16. Februar 1675) und Pfarrer Martinus Mauritius († 3. März 1635).

## Rezeption in der Kunst

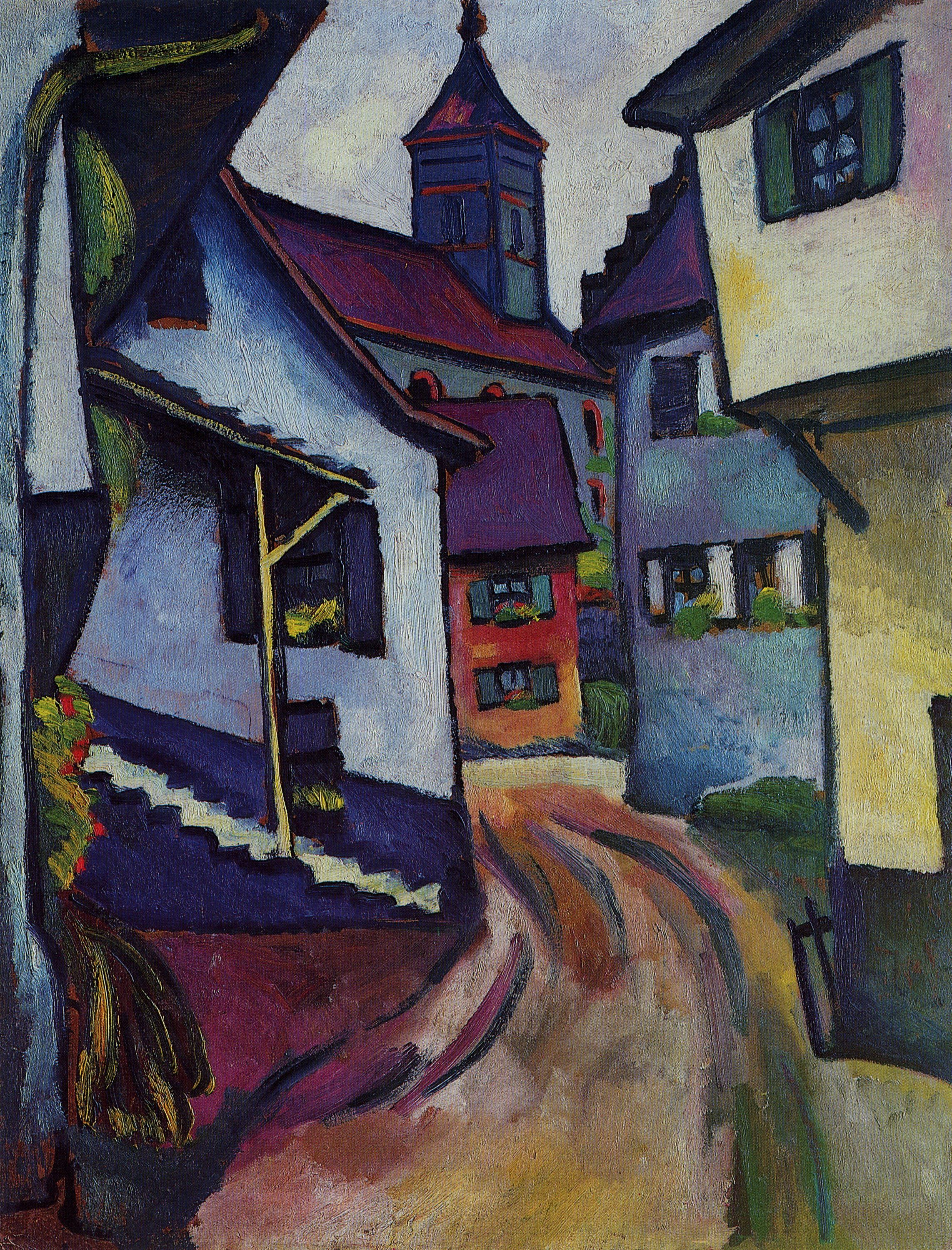
Straße mit Kirche in Kandern von Macke

Der aus Bonn stammende Kunstmaler August Macke besuchte seine Schwester Auguste regelmäßig in Kandern. Hier entstanden über 20 Ölgemälde, Zeichnungen, Skizzen und Aquarelle mit Sujets des Dorfes. Unter den Gemälden schuf Macke 1911 auch zwei, welche die Evangelische Kirche zeigen. Das Bild Kirche in Kandern stellt sie im Ensemble mit den umgebenden Häusern dar; dieses befindet sich im Privatbesitz. Das bekanntere Straße mit Kirche in Kandern aus demselben Jahr zeigt eine Gasse, in deren Fluchtpunkt die Kirche steht. Das Ölgemälde ist heute im Museum für Neue Kunst in Freiburg ausgestellt. Durch den Ortskern führt Macke zu Ehren ein nach ihm benannter Rundweg, der in zehn Stationen auf Informationstafeln sein Wirken im Ort nachzeichnet.